# Jay Williams
Jason David Williams, detto Jay (Plainfield, 10 settembre 1981), è un ex cestista statunitense, professionista nella NBA.
Il nome "Jay" è stato adottato per non confonderlo con altri giocatori NBA quali Jason Williams e Jayson Williams.

## Carriera
Al Draft NBA 2002 viene chiamato dai Chicago Bulls con la 2ª scelta assoluta (dietro a Yao Ming). Nello stesso anno ha disputato i campionati mondiali di Indianapolis con la nazionale americana, uscita ai quarti di finale contro la RF Jugoslavia.
La sua carriera è stata però rovinata da un grave incidente motociclistico che lo ha visto protagonista la notte del 19 giugno 2003, il quale gli ha provocato la frattura dell'osso pelvico e la lesione di alcuni legamenti del ginocchio sinistro. Il fatto è avvenuto in violazione del suo contratto coi Bulls, che non gli permetteva la guida di motocicli.
Nell'estate del 2006 ha tentato il rientro provando con i New Jersey Nets, ma è stato poi tagliato ad ottobre, prima dell'inizio della stagione. Ha trascorso quindi un periodo agli Austin Toros, franchigia della D-League, ma anche in questo caso è stato svincolato dopo poco tempo. Nel 2023 partecipa al film Chang a canestro, dove interpreta sé stesso.

## Statistiche

### College
| Anno      | Squadra          | PG  | PT  | MP   | TC%  | 3P%  | TL%  | RP  | AP  | PRP | SP  | PP   |
| --------- | ---------------- | --- | --- | ---- | ---- | ---- | ---- | --- | --- | --- | --- | ---- |
| 1999-2000 | Duke Blue Devils | 34  | 34  | 34,0 | 41,9 | 35,4 | 68,5 | 4,2 | 6,5 | 2,4 | 0,2 | 14,5 |
| 2000-2001 | Duke Blue Devils | 39  | 39  | 31,8 | 47,3 | 42,7 | 65,9 | 3,3 | 6,1 | 2,0 | 0,1 | 21,6 |
| 2001-2002 | Duke Blue Devils | 35  | 35  | 33,6 | 45,7 | 38,3 | 67,6 | 3,5 | 5,3 | 2,2 | 0,1 | 21,3 |
| Carriera  | Carriera         | 108 | 108 | 33,1 | 45,3 | 39,3 | 67,1 | 3,7 | 6,0 | 2,2 | 0,1 | 19,3 |

### NBA

#### Regular Season
| Anno      | Squadra       | PG | PT | MP   | TC%  | 3P%  | TL%  | RP  | AP  | PRP | SP  | PP  |
| --------- | ------------- | -- | -- | ---- | ---- | ---- | ---- | --- | --- | --- | --- | --- |
| 2002-2003 | Chicago Bulls | 75 | 54 | 26,1 | 39,9 | 32,2 | 64,0 | 2,6 | 4,7 | 1,1 | 0,2 | 9,5 |
| Carriera  | Carriera      | 75 | 54 | 26,1 | 39,9 | 32,2 | 64,0 | 2,6 | 4,7 | 1,1 | 0,2 | 9,5 |

## Palmarès
- McDonald's All American (1999)
- Campione NCAA (2001)
- NCAA AP Player of the Year (2002)
- NCAA John R. Wooden Award (2002)
- NCAA Naismith Men's College Player of the Year Award (2002)
- 2 volte NCAA AP All-America First Team (2001, 2002)
- NBA All-Rookie Second Team (2003)

## Filmografia
- Chang a canestro (Chang Can Dunk), regia di Jingiy Shao (2023)

## Doppiatori italiani
- Fabrizio Dolce in Chang a canestro